# Michael Sandel
Michael J. Sandel (5. března 1953, Minneapolis, Minnesota, USA) je americký politický filosof, profesor na Harvard University. Je známý především díky svému kurzu Justice (Spravedlnost) a také díky kritice Teorie spravedlnosti Johna Rawlse v knize Liberalism and the Limits of Justice (1982).

## Život
Michael Sandel se narodil 5. března 1953 v Minneapolis. Ve třinácti letech se s rodinou přestěhoval do Los Angeles. V roce 1975 absolvoval Brandeis University a v roce 1981 získal doktorát na Oxfordské univerzitě (Balliol College), kde byl jeho učitelem Charles Taylor. V roce 1980 začal na Harvardu vyučovat současnou politickou filosofii. V roce 1999 se stal řádným profesorem. V roce 2002 byl zvolen členem American Academy of Arts and Sciences. V letech 2005–2007 sloužil v americké administrativě jako poradce pro etické souvislosti při zavádění biotechnologií.

## Filosofické názory
Sandel se názorově hlásí k určité verzi komunitarismu, i když s tímto označením není vůbec spokojený. Kritizuje Teorii spravedlnosti Johna Rawlse, která je založena na rozhodování za tzv. závojem nevědomosti, což má zajistit spravedlivé uspořádání společnosti, nezávislé na zájmech určitých osob.
Sandel si myslí, že v lidské společnosti není ani hypoteticky možná představa takového závoje. Vazby, které máme s ostatními lidmi, především našimi rodinami, nevznikají na základě vědomé volby, ale rodíme se s nimi. Proto je nemožné úplně oddělit osobu od těchto vazeb. Sandel sice připouští možnost volnější verze rozhodování za závojem nevědomosti, Rawlsův princip ale závisí na tom, že díky závoji se každý rozhoduje zcela bez ohledu na to, kdo bude těmito rozhodnutími ovlivněn. Pokud přijmeme Sandelovu neodmyslitelnou existenci vazeb k ostatním lidem, pak je Rawlsova teorie nezávislost rozhodování za závojem nevědomosti nemožná.

## Spravedlnost (Justice)
Michael Sandel vedl kurz „Justice“ na Harvardu po dvě desetiletí. Zúčastnilo se jej více než 15 000 studentů, což z něj dělá jeden z nejnavštěvovanějších harvardských kurzů. Podzimní kurz v roce 2007 byl s 1115 zapsanými studenty dokonce vůbec nejobsazenějším v celé historii Harvardu.
Podzimní kurz v roce 2005 byl natočen, aby byl k dispozici studentům v rámci Harvard Extension School. Pozdějším upravením těchto nahrávek v koprodukci nekomerční vzdělávací televize WGBH Boston a Harvardovy univerzity vznikl dvanáctidílný televizní seriál Justice: What’s the Right Thing to Do? Tento kurz a televizní seriál dosáhl popularity po celém světě.
V roce 2009 vydal Sandel knihu Justice: What’s the Right Thing to Do? která přímo navazuje na úspěšný kurz. V dubnu 2012 vyšla jeho kniha What Money Can’t Buy: The Moral Limits of Markets (česky Co si za peníze (ne)koupíte: společnost vstupuje do nové éry, vše je na prodej).

## Ocenění
- 2012 Financial Times and Goldman Sachs Business Book of the Year Award za knihu What Money Can’t Buy: The Moral Limits Of Markets
- 2012 časopis Foreign Policy jej zařadil do žebříčku Největší světoví myslitelé

## Spisy
- Tyranie zásluh: Kam se podělo obecné dobro? Praha: Karolinum 2022. ISBN 978-80-246-5180-4. (The Tyranny of Merit: What’s Become of the Common Good?. Farrar, Straus and Giroux. 2020. ISBN 9780374289980.)
- Co si za peníze (ne)koupíte: společnost vstupuje do nové éry, vše je na prodej. Brno: BizBooks 2013. (What Money Can't Buy: The Moral Limits of Markets, 2012, ISBN 978-0-374-20303-0.)
- Spravedlnost: co je správné dělat? Praha: Karolinum 2015. ISBN 978-80-246-3065-6. (Justice: What's the Right Thing to Do?, Farrar, Straus and Giroux, 2009, ISBN 978-0-374-18065-2)
- Justice: A Reader, 2007, ISBN 978-0-19-533512-5
- The Case against Perfection: Ethics in the Age of Genetic Engineering, 2007, ISBN 978-0-674-03638-3
- Public Philosophy: Essays on Morality in Politics, 2006, ISBN 978-0-674-02365-9
- Liberalism and the Limits of Justice, 1998, ISBN 978-0-521-56741-1
- Democracy's Discontent: America in Search of a Public Philosophy, 1998, ISBN 978-0-674-19745-9